# Martin Stockinger
Martin Stockinger (* 10. Februar 1984 in Rohrbach in Oberösterreich) ist ein ehemaliger österreichischer Skilangläufer.

## Werdegang
Sein erstes internationales Rennen bestritt Stockinger am 4. Januar 2002 in Furtwangen im Rahmen des Alpencup (Skilanglauf-Continental-Cup). Im Sprint kam er am Ende auf den 25. Platz. Bei der Junioren-Weltmeisterschaft 2002 in Schonach wurde er im Sprintrennen Sechster, nachdem er bereits in der Qualifikation Achter geworden war. Am 19. Dezember 2002 startete er erstmals im Skilanglauf-Weltcup beim Sprint-Rennen in Linz. Er erreichte dabei den 50. Platz. Bei der Junioren-Weltmeisterschaft 2003 in Sollefteå konnte er keine nennenswerten Ergebnisse erzielen und landete bei den beiden von ihm bestrittenen Wettbewerben nur auf Platz 49 im Sprint und auf Platz 60 über 10 Kilometer in der klassischen Technik. Bei der Junioren-Weltmeisterschaft 2004 in Stryn hingegen konnte er bereits in der Sprint-Qualifikation mit Platz vier auf sich aufmerksam machen und konnte im eigentlichen Wettkampf die Bronzemedaille gewinnen. Bei seinem zweiten Weltcup-Start am 12. März 2004 in Pragelato wurde er im Sprint 40. Am 21. Dezember 2004 konnte er bei den Nationalen Meisterschaften in Saalfelden die Bronzemedaille im Sprint gewinnen. Beim Weltcup-Rennen in Nové Město na Moravě am 16. Januar 2005 konnte er seine Weltcup-Leistung weiter steigern und beendete das Sprint-Rennen auf dem 31. Platz. Bei den Nationalen Meisterschaften 2005 in München gewann er im ersten Sprint-Rennen die Goldmedaille und kam im zweiten Sprintrennen auf den 4. Platz.
Beim Sprintrennen zu den Olympischen Winterspielen 2006 in Turin belegte er überraschend einen 20. Platz, nachdem er bereits in der Qualifikation mit Platz 25 überzeugen konnte. Bei den Weltmeisterschaften 2007 im japanischen Sapporo wurde er im Springt 43. Bei der Nordischen Skiweltmeisterschaft 2009 in Liberec erreichte er im Sprintrennen nur den 75. Platz.
Zu Beginn der Saison 2009/10 verpasste er in Davos mit Platz 61 die geforderte Norm deutlich. Erst im Dezember 2010 gehörte er wieder zum Kader in Düsseldorf, wo er Platz 38. Nach einer darauf folgenden Versetzung in den Alpencup, hatte er im Januar 2011 sein Comeback im Weltcup. Er blieb jedoch wieder glück- und erfolglos. Beim Teamsprint im Januar 2012 in Mailand erreichte er überraschend den 10. Platz mit der Mannschaft. Bei der folgenden Österreichischen Meisterschaft in Bad Ischl erreichte er in der Qualifikation den zweiten Rang, musste sich im Rennen aber mit dem siebenten Platz begnügen.
Seit 2009 gelangen ihm im Weltcup keinerlei Punktgewinne mehr. Meist scheiterte Stockinger bereits in der Qualifikation. Sein letztes Rennen bestritt er am 18. Januar 2014 in polnischen Szklarska Poręba, als er im Sprint 45. wurde. Im Jahr 2020 wurde Stockinger wegen des Besitzes der Dopingsubstanz Erythropoetin (EPO) in seiner aktiven Zeit für zwei Jahre gesperrt. Der 36-jährige Oberösterreicher sei bestraft worden, da er im Zeitraum von Mitte 2012 bis Mitte 2014 zumindest zweimal EPO erworben und besessen habe, wie die Österreichische Anti-Doping Rechtskommission (ÖADR) am 4. November 2020 bekanntgab.

## Erfolge

### Gesamtweltcup-Platzierungen
| Saison  | Platz | Punkte |
| ------- | ----- | ------ |
| 2005/06 | 092.  | 43     |
| 2006/07 | 063.  | 65     |
| 2007/08 | 155.  | 02     |
| 2008/09 | 089.  | 45     |

### Sprintweltcup-Platzierungen
| Saison  | Platz | Punkte |
| ------- | ----- | ------ |
| 2005/06 | 036.  | 43     |
| 2006/07 | 030.  | 65     |
| 2007/08 | 106.  | 02     |
| 2008/09 | 046.  | 45     |